# 怪優
怪優（かいゆう）とは、変わった容姿や演技（後者は「怪演」と呼ばれる）が魅力とされる俳優である。特定の出演作、配役をもって怪優と呼ばれることもある。こうした俳優陣が「実力派俳優」と呼ばれることもあるが、ある俳優が怪優と呼ばれるのに相応しいか否かは非常に曖昧であり、話者の恣意的な判断によるところが大きい。基本的には男性俳優を指すことがほとんどだが、中には怪優と呼ばれる女優も存在する。
また、日本の怪談映画やホラー映画で、怨霊など超常的なものを演ずる俳優を怪優と呼ぶ例もある。

## 日本の怪優の例
上記のように怪優と呼ばれる定義が明確でないため、話者によって、誰が怪優であるかは異なることが多い。ここでは、竹中労が著作『芸能人別帳』にて『怪優列伝』として取り上げた日本の俳優を例として挙げる。
- 小松方正
- 戸浦六宏
- 三國連太郎
- 小沢昭一
- 嶋田久作
- 丸山明宏（美輪明宏）

など
このほか、書籍で怪優と呼ばれたことのある日本の俳優を以下に例示する。
- 上山草人 - 『ハリウッドの怪優 上山草人とその妻山川浦路』 三田照子、日本図書刊行会、1996年 ISBN 4890390758
- 古田新太 - 著作の『魏志痴人伝』（メディアファクトリー、2008年 ISBN 9784840121323）の宣伝で、怪優・古田新太と呼ばれている。

## 世界の怪優の例
日本の怪優同様に、誰が怪優であるか否かは、話者によって異なることが多い。ここでは、2006年11月11日に放映された『SmaSTATION!!』で「西田敏行を迎えて世界の怪優特集!」として取り上げられた俳優を例として挙げる。
- ジャック・ニコルソン
- ジョニー・デップ
- フィリップ・シーモア・ホフマン

など
他にも、ピーター・カッシング、クリストファー・リー、ヴィンセント・プライス、ディヴァインなども怪優としてあげられ、クラウス・キンスキーは「怪優」として名をはせていた。

## 参考
- 『芸能人別帳』 竹中労、筑摩書房、2001年 ISBN 978-4480036377